# Sheldon van der Linde
Sheldon van der Linde (geboren am 13. Mai 1999 in Johannesburg) ist ein südafrikanischer Automobilrennfahrer. 2019 startete er für BMW in der DTM. Im September 2020 gewann er als erster Südafrikaner ein DTM-Rennen und in der Saison 2022 wurde er mit Schubert Motorsport (BMW) erster südafrikanischer DTM-Meister.

## Werdegang
Sheldon van der Linde ist der Enkel von Hennie und der Sohn von Shaun, die beide ebenfalls als Automobilrennfahrer aktiv waren. Wie auch sein drei Jahre älterer Bruder Kelvin begann er im Alter von sechs Jahren mit dem Kartsport. 2014 nahm er an der südafrikanischen Version des Polo Cups teil und wurde mit 15 Jahren Gesamtsieger. 2016 pilotierte er ein Fahrzeug im Audi Sport TT Cup. Mit jeweils vier Saisonsiegen, Pole-Positions und Schnellsten Rennrunden belegte er den vierten Rang der Gesamtwertung.
2017 fuhr er im ADAC TCR Germany und erreichte den dritten Rang in dieser Serie. Daneben nahm er in diesem Jahr für Land Motorsport gemeinsam mit Christopher Mies und Connor De Phillippi am Petit Le Mans teil und erzielte den Gesamtsieg in der GTD-Klasse. In der Gesamtwertung aller Klassen platzierte man sich auf Rang 16. In der Saison 2018 fuhr er parallel in zwei Rennserien: Zum einen steuerte er gemeinsam mit seinem Bruder einen Audi R8 LMS für Land Motorsport im ADAC GT Masters. Punktgleich lagen sie am Ende des Jahres nach zwei Rennsiegen auf dem Sachsen- und Hockenheimring sowie insgesamt sechs Podestplätzen auf Rang zwei der Fahrerwertung. Zudem wurde er 23. in der Blancpain GT Series für das W Racing Team.

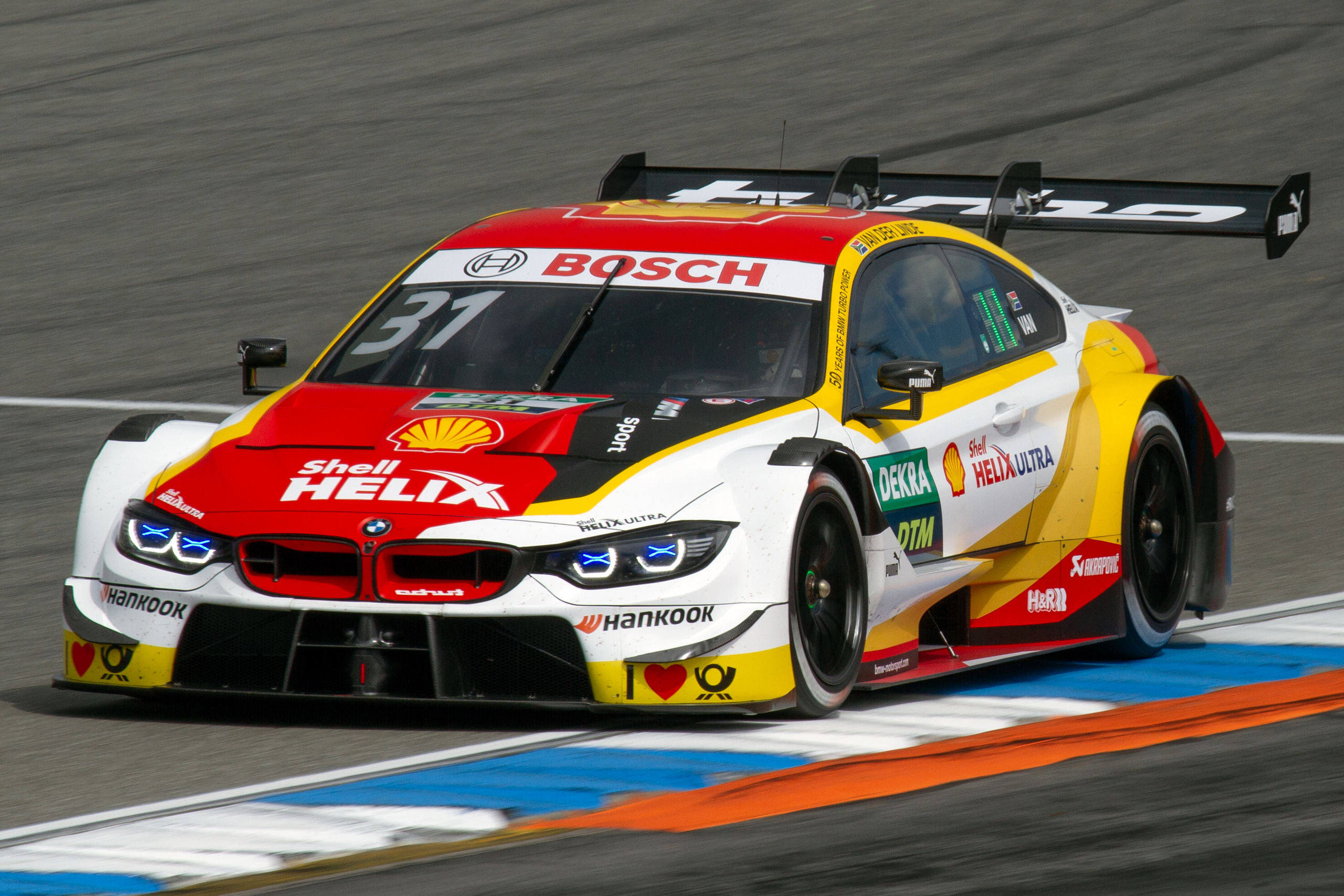
Van der Linde in der DTM in Hockenheim 2019

2019 startete van der Linde in der DTM, wo er für Racing Bart Mampaey am Steuer eines BMW saß. Dabei war er neben Jonathan Aberdein der erste südafrikanische Fahrer in der Geschichte der Rennserie. Er ersetzte bei Mampaey den früheren DTM-Champion Bruno Spengler, der zu Reinhold Motorsport wechselte. In seinem ersten Rennen in Hockenheim erzielte er mit Platz sechs auf Anhieb seine ersten Punkte. In der Qualifikation für das Sonntagsrennen in Zolder erreichte er seine erste Pole-Position in der DTM und im Rennen den fünften Platz. Insgesamt konnte er sich in acht der 18 Rennen in den Punkterängen platzieren, sein bestes Resultat blieb der fünfte Platz aus Zolder. Mit 42 Zählern erreichte er am Saisonende den 13. Platz in der Fahrerwertung. 2020 blieb van der Linde in der DTM und erreichte in Assen seinen ersten Rennsieg sowie einen zweiten Platz auf dem Lausitzring. In der Meisterschaft errang er den sechsten Platz. Für die Saison 2021 wechselte er zu Rowe Racing, erreichte jedoch nur maximal einen vierten Platz und Platz 11 in der Abschlusstabelle. Erfolgreich wurde dagegen die Saison 2022, als er für Schubert Motorsport mit drei Siegen und drei weiteren Podestplätzen die erste DTM-Meisterschaft mit BMW seit 2016 erreichen konnte.
Daneben war er auch beim 24-Stunden-Rennen auf dem Nürburgring erfolgreich. 2020 erreichte er mit Schnitzer Motorsport den dritten Platz, 2021 wurde er mit Rowe Racing Zweiter.

## Statistik

### Karrierestationen
| - 2005–2013: Kartsport - 2014: Polo Cup South Africa (Meister) - 2015: Double Polo Cup South Africa (Meister) - 2016: Audi Sport TT Cup (Platz 4) - 2017: ADAC TCR Germany (Platz 3) | - 2018: ADAC GT Masters (Platz 2) - 2018: Blancpain GT Series (Platz 23) - 2019: DTM (Platz 13) - 2020: DTM (Platz 6) - 2020: 24-Stunden-Rennen auf dem Nürburgring (Platz 3) | - 2021: DTM (Platz 11) - 2021: 24-Stunden-Rennen auf dem Nürburgring (Platz 2) - 2022: DTM (Meister) |

### Le-Mans-Ergebnisse
| Jahr | Team           | Fahrzeug        | Teamkollege  | Teamkollege | Platzierung     | Ausfallgrund |
| ---- | -------------- | --------------- | ------------ | ----------- | --------------- | ------------ |
| 2024 | BMW M Team WRT | BMW M Hybrid V8 | Robin Frijns | René Rast   | nicht klassiert |              |
| 2025 | BMW M Team WRT | BMW M Hybrid V8 | Robin Frijns | René Rast   | Rang 17         |              |

### Sebring-Ergebnisse
| Jahr | Team                          | Fahrzeug        | Teamkollege        | Teamkollege         | Platzierung | Ausfallgrund |
| ---- | ----------------------------- | --------------- | ------------------ | ------------------- | ----------- | ------------ |
| 2018 | Montaplast by Land-Motorsport | Audi R8 LMS GT3 | Alessio Picariello | Christopher Mies    | Rang 20     |              |
| 2023 | BMW M Team RLL                | BMW M Hybrid V8 | Nick Yelloly       | Connor De Phillippi | Rang 2      |              |
| 2025 | BMW M Team RLL                | BMW M Hybrid V8 | Robin Frijns       | Marco Wittmann      | Rang 5      |              |

### Einzelergebnisse in der FIA-Langstrecken-Weltmeisterschaft
| Saison | Team    | Rennwagen       | 1   | 2   | 3   | 4   | 5   | 6   | 7   | 8   |
| ------ | ------- | --------------- | --- | --- | --- | --- | --- | --- | --- | --- |
| 2024   | BMW WRT | BMW M Hybrid V8 | KAT | IMO | SPA | LEM | SAO | AUS | FUJ | BAH |
| 2024   | BMW WRT | BMW M Hybrid V8 | 10  | 6   | 13  | DNF | 14  | 13  | DNF | DNF |
| 2025   | BMW WRT | BMW M Hybrid V8 | KAT | IMO | SPA | LEM | SAO | AUS | FUJ | BAH |
| 2025   | BMW WRT | BMW M Hybrid V8 | 7   | 2   |     | 17  | 5   |     |     |     |

### Statistik in der DTM
Diese Statistik umfasst alle Teilnahmen des Fahrers an der DTM.

#### Gesamtübersicht
Stand: Saisonende 2024
| Saison | Team                | Hersteller | Fahrzeug   | Rennen | Siege | Zweiter | Dritter | Poles | schn. Rennrunden | Punkte | Pos. |
| ------ | ------------------- | ---------- | ---------- | ------ | ----- | ------- | ------- | ----- | ---------------- | ------ | ---- |
| 2019   | BMW Team RBM        | BMW        | BMW M4 DTM | 18     | –     | –       | –       | 1     | -                | 42     | 13.  |
| 2020   | BMW Team RBM        | BMW        | BMW M4 DTM | 18     | 1     | 2       | –       | 0     | 1                | 108    | 6.   |
| 2021   | Rowe Racing         | BMW        | BMW M6 GT3 | 16     | -     | -       | –       | 1     | 1                | 55     | 11.  |
| 2022   | Schubert Motorsport | BMW        | BMW M4 GT3 | 16     | 3     | 2       | 1       | 2     | 2                | 164    | 1.   |
| 2023   | Schubert Motorsport | BMW        | BMW M4 GT3 | 16     | 1     | 2       | 1       | 1     | 2                | 151    | 4.   |
| 2024   | Schubert Motorsport | BMW        | BMW M4 GT3 | 16     | 1     | 0       | 0       | 0     | 0                | 142    | 6.   |

#### Einzelergebnisse
| Saison | 1   | 2   | 3   | 4   | 5   | 6   | 7   | 8   | 9   | 10  | 11  | 12  | 13  | 14  | 15  | 16  | 17  | 18  |
| ------ | --- | --- | --- | --- | --- | --- | --- | --- | --- | --- | --- | --- | --- | --- | --- | --- | --- | --- |
| 2019   | HO1 | HO1 | ZOL | ZOL | MIS | MIS | NOR | NOR | ASS | ASS | BRH | BRH | LAU | LAU | NÜR | NÜR | HO2 | HO2 |
| 2019   | 6   | 14  | 11  | 51  | 9   | 9   | DNF | DNF | 10  | 15  | 8   | 7   | 16  | 11  | 7   | 16  | 14  | 13  |
| 2020   | SPA | SPA | LA1 | LA1 | LA2 | LA2 | ASS | ASS | NÜ1 | NÜ1 | NÜ2 | NÜ2 | ZO1 | ZO1 | ZO2 | ZO2 | HOC | HOC |
| 2020   | 15  | 6   | 2   | 15  | 9   | 10  | 7   | 1   | 8   | 6   | 8   | 4   | 6   | 10  | 13  | 7   | 10  | 9   |
| 2021   | MNZ | MNZ | LAU | LAU | ZOL | ZOL | NÜR | NÜR | SPI | SPI | ASS | ASS | HOC | HOC | NOR | NOR |     |     |
| 2021   | 11  | 4   | 9   | 5   | 16  | 7   | 6   | DNF | DNF | DNF | 6   | DNF | DNF | DNF | DNF | 16  |     |     |
| 2022   | POR | POR | LAU | LAU | IMO | IMO | NOR | NOR | NÜR | NÜR | SPA | SPA | SPI | SPI | HOC | HOC |     |     |
| 2022   | 7   | 8   | 1   | 1   | 8   | 5   | DNF | 15  | 1   | 9   | 12  | 2   | 11  | 11  | 2   | 3   |     |     |
| 2023   | OSC | OSC | ZAV | ZAV | NOR | NOR | NÜR | NÜR | LAU | LAU | SAC | SAC | RBR | RBR | HOC | HOC |     |     |
| 2023   | DNF | 11  | 2   | 10  | 1   | 3   | 7   | 17  | 5   | 13  | 6   | DNF | 13  | 2   | 20  | 4   |     |     |
| 2024   | OSC | OSC | LAU | LAU | ZAV | ZAV | NOR | NOR | NÜR | NÜR | SAC | SAC | RBR | RBR | HOC | HOC |     |     |
| 2024   | 4   | 6   | 6   | 8   | 6   | 8   | 7   | 14  | 13  | 1   | 9   | 8   | 11  | 6   | 11  | 6   |     |     |

| \| Farbe \| Bedeutung \| \| ------------- \| --------------------------------------- \| \| Gold \| Sieger \| \| Silber \| 2. Platz \| \| Bronze \| 3. Platz \| \| Grün \| Platzierung in den Punkten \| \| Blau \| Klassifiziert außerhalb der Punkteränge \| \| Violett \| Rennen nicht beendet (DNF) \| \| Violett \| nicht klassifiziert (NC) \| \| Rot \| nicht qualifiziert (DNQ) \| \| Schwarz \| disqualifiziert (DSQ) \| \| Weiß \| nicht am Start (DNS) \| \| Weiß \| zurückgezogen (WD) \| \| Weiß \| Rennen abgesagt (C) \| \| ohne Farbe \| nicht am Training teilgenommen (DNP) \| \| ohne Farbe \| verletzt oder krank (INJ) \| \| ohne Farbe \| ausgeschlossen (EX) \| \| ohne Farbe \| nicht erschienen (DNA) \| \| fett \| Pole-Position \| \| kursiv \| Schnellste Rennrunde \| \| unterstrichen \| WM-Führung \| \| hochgestellt \| Platzierung im Sprintrennen \| | - Fett – Pole-Position - Kursiv – Schnellste Rennrunde - Unterstrichen – Gesamtführender - * – nicht im Ziel, aufgrund der zurückgelegten Distanz, aber gewertet - 1 – 3 Punkte für schnellste Qualifikationsrunde - 2 – 2 Punkte für zweitschnellste Qualifikationsrunde - 3 – 1 Punkt für drittschnellste Qualifikationsrunde |
| Farbe | Bedeutung |
| Gold | Sieger |
| Silber | 2. Platz |
| Bronze | 3. Platz |
| Grün | Platzierung in den Punkten |
| Blau | Klassifiziert außerhalb der Punkteränge |
| Violett | Rennen nicht beendet (DNF) |
| Violett | nicht klassifiziert (NC) |
| Rot | nicht qualifiziert (DNQ) |
| Schwarz | disqualifiziert (DSQ) |
| Weiß | nicht am Start (DNS) |
| Weiß | zurückgezogen (WD) |
| Weiß | Rennen abgesagt (C) |
| ohne Farbe | nicht am Training teilgenommen (DNP) |
| ohne Farbe | verletzt oder krank (INJ) |
| ohne Farbe | ausgeschlossen (EX) |
| ohne Farbe | nicht erschienen (DNA) |
| fett | Pole-Position |
| kursiv | Schnellste Rennrunde |
| unterstrichen | WM-Führung |
| hochgestellt | Platzierung im Sprintrennen |